# Æthelred I de l'Ànglia Oriental
Æthelred I va ser rei de l'Ànglia de l'Est en un període imprecís que podria anar de l'any 760 al 790, durant el qual aquest país va estar sotmès a vassallatge d'Offa de Mèrcia. Anteriorment a ell el regne va estar governat per tres reis Beonna, Albert i Hun, segons diuen els historiadors medievals, encara que els historiadors moderns posen en dubte l'existència d'Hun i que el govern estigués veritablement compartit.
De l'època d'Æthelred no s'han trobat monedes i les úniques fonts documentals que l'esmenten daten de l'època de la conquesta normanda d'Anglaterra, que són: la Vida de sant Æthelberht la llista de reis de Guillem de Malmesbury. En les llegendes de sant Æthelberht, es diu que era fill d'Æthelred i la seva esposa, que possiblement es deia Leofruna, i que vivien a Beodricesworth (l'actual Bury St. Edmunds).
Æthelberht va succeir el seu pare en la dècada del 770 i seria el darrer rei que va tenir aquest país durant generacions.